# Store Kongensgade 23 (Søren Ulrik Thomsen)
Store Kongensgade 23 er et langt essay af Søren Ulrik Thomsen der udkom i august 2021.
Essayet kredser omkring erindringer fra ungdommen, familie, hans mors sygdom og refleksioner over aldring og psykiatri.
Titlen henviser til nummer 23 på Store Kongensgade, hvor Thomsen boede på 4. sal som teenager efter at være flyttet dertil fra Stevns.
Den forholdsvis korte tid familien boede der var ifølge forfatteren både meget lykkeligt og meget ulykkeligt på samme tid og det vigtigste sted i livet.
Essayet blev vældigt godt modtaget af anmelderne, hvor Berlingskes Søren Kassebeer gav den seks stjerner
mens Politikens Jes Stein Pedersen gav den 5 hjerter.
Bogen er indlæst af Niels Skousen i 2021 og tilgængelige på Nota.